# Hooven (Ohio)
Hooven é um lugar designado pelo censo localizado no condado de Hamilton no estado estadounidense de Ohio. No Censo de 2010 tinha uma população de 534 habitantes e uma densidade populacional de 77,98 pessoas por km².

## Geografia
Hooven encontra-se localizado nas coordenadas 39° 10′ 54″ N, 84° 46′ 07″ O. Segundo a Departamento do Censo dos Estados Unidos, Hooven tem uma superfície total de 6.85 km², da qual 6.65 km² correspondem a terra firme e (2.95%) 0.2 km² é água.

## Demografia
Segundo o censo de 2010, tinha 534 pessoas residindo em Hooven. A densidade populacional era de 77,98 hab./km². Dos 534 habitantes, Hooven estava composto pelo 92.7% brancos, o 1.12% eram afroamericanos, o 1.87% eram amerindios, o 0% eram asiáticos, o 0% eram insulares do Pacífico, o 1.87% eram de outras raças e o 2.43% pertenciam a duas ou mais raças. Do total da população o 5.24% eram hispanos ou latinos de qualquer raça.